# Antena panelowa

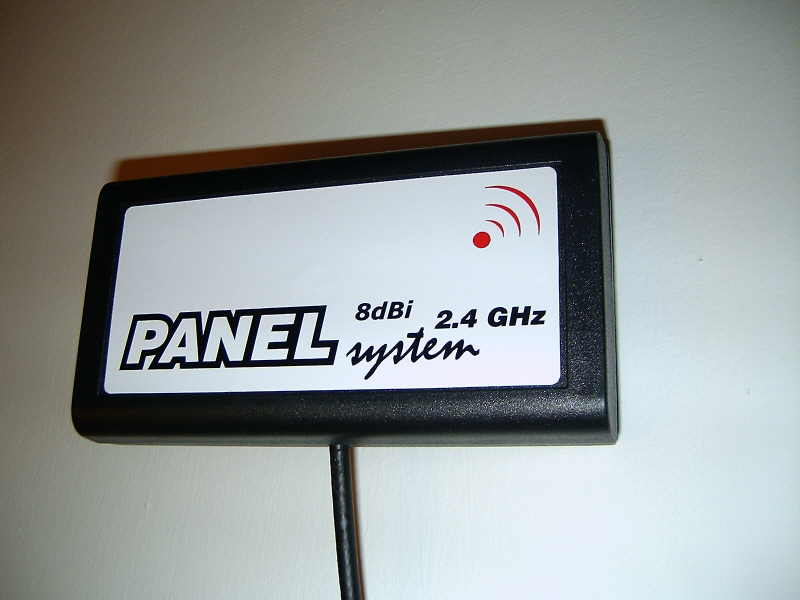
Antena panelowa firmy Interline 8 dBi na pasmo 2,4 GHz

Antena panelowa – potoczna nazwa anteny radiowej o płaskiej budowie.
Najczęściej w hermetycznej obudowie umieszczony jest w tylnej części anteny płaski ekran pozwalający na maksymalne skupienie odbitej fali radiowej. W przedniej części obudowy umieszczony jest dipol lub zespół dipoli, które połączone są z urządzeniem radiowym za pomocą kabla koncentrycznego. Zysk energetyczny anteny panelowej (zależy od jej złożoności oraz dokładności wykonania) osiąga od kilku do kilkunastu dBi.